# La cicala (film 1955)
La cicala (Попрыгунья, Poprigunya) è un film del 1955 diretto da Samson Samsonov.
La pellicola è stata distribuita in Italia dalla romana Manderfilm.